# کانی کورلئونه
کانی (کنستانزیا) کورلئونه ، یک شخصیت داستانی در پدرخوانده، رمانی از ماریو پوزو در سال ۱۹۶۹ و فیلم پدرخوانده در سال ۱۹۷۲ است. در این فیلم، نقش کانی توسط تالیا شایر، خواهر کارگردان، فرانسیس فورد کوپولا، به تصویر کشیده شده‌است. شایر برای بازی در نقش کانی کورلئونه در فیلم پدرخوانده قسمت دوم نامزد اسکار بهترین بازیگر نقش مکمل زن شد.

## شخصیت
کانی تنها دختر ویتو است و در کنار مایکل به عنوان فرزند مورد علاقه او توصیف شده‌است. کانی تلاش می‌کند تا خانواده اش کارلو را در فیلم اول بپذیرند، و علی‌رغم سوءاستفاده ای که از او می‌شود، حداقل در ابتدا، با قتل او بسیار ویران شده‌است. تالیا شایر شخصیت خود را اینگونه توصیف کرد: "" یک فرد دردناک در سایه مردان قدرتمند."